# 傑森·包恩
傑森·查爾斯·包恩（英語：Jason Charles Bourne），真名是大衛·韋伯（David Webb），是美國驚悚小說作家勞勃·勒德倫筆下最為人熟悉的角色，勒德倫於1990年完成《神鬼通牒》，也就是神鬼認證三部曲後，作家艾瑞克·范·勒斯貝德（Eric Van Lustbader）又接寫了神鬼系列的續作，該系列小說被翻拍成電影及電視影集，而傑森·包恩的角色則由理查·張伯倫於電視影集中飾演，麥特·戴蒙於電影中飾演。

## 背景故事
傑森·包恩有著一段長久且神秘的過去，他的真名為大衛·韋伯，是一個駐紮在遠東地區專門負責遠東事務的美國研究員，他娶了泰國籍同學為妻子還有兩個小孩，居住在柬埔寨金邊的湄公河旁。有一日，他的妻小在湄公河旁慘遭由河北方向飛來的飛機投擲炸彈而炸死，於是大衛決定去西貢參加美軍的秘密行動組織：梅杜莎。在單位裡，這名悲憤至極的軍官有了新的代號，行動代號為三角洲（Delta）。

### 梅杜莎
梅杜莎對於大衛來說，是一個相當重要的里程，由於包恩的專業加上梅杜莎行動的訓練，進而打造出日後與卡洛斯對決的包恩。梅杜莎是越戰時期，負責進行極度危險甚至被形容為自殺的行動的組織，主要是暗殺越共指揮官、潛入敵營偵蒐破壞等危險行動，由於只講求專業技術而不顧道德面的僱用了許多極度危險的人、甚至是罪犯，他們都是為利益而活，有時甚至擅自脫離美軍管制，失敗成仁，成功則可以獲得極高的報酬，對美國來說，這是不可公諸於世的秘密。梅杜莎在越戰結束後，仍然是美國軍方的高度機密，但有許多相關人員以梅杜莎時期建立的人脈等資源成為影響力龐大的權貴集團（神鬼通牒中有列舉：美國駐英大使，北約最高指揮官等）。
由於三角洲（韋伯）在各種梅杜莎行動中表現出色，號稱有史以來最優秀的游擊隊長，他的聲名逼使的越共發出懸賞令。為了抓到三角洲，越共抓了三角洲的弟弟，高登·韋伯為人質。
三角洲開始營救他的親弟弟，他組了小隊，成功潛入了敵營，但是隊中卻有遭越共收買的人，三角洲即時發現並且將雙面諜帶回淡關，這名雙面諜名為傑森·包恩，是澳洲出生的白人，三角洲在1968年3月25日處決了傑森‧包恩並沉入沼澤，而三角洲也接手這個名字，加入絆腳石計劃。

### 絆腳石七一
絆腳石七一是CIA負責的一個計劃，地址位於紐約415東71街，創辦人士擁有啞僧稱號的大衛·艾伯特，大衛·韋伯就是由艾伯特推薦為絆腳石計劃最佳人選
小說：這個計劃主要是要引誘全世界最著名的殺手，卡洛斯出現，韋伯化身為在戰爭中失去聯絡的軍人，獨立起來扮演殺手-肯恩，絆腳石計劃先在遠東地區刻意將幾起暗殺案纜在肯恩的身上、並派包恩到當地植入假證據誤導當地警方，將肯恩的聲勢拉抬上去，時機成熟後再前往歐洲，威脅卡洛斯世界第一殺手的身分，逼使卡洛斯現身，在執行了絆腳石計劃三年後，肯恩卻忽然與絆腳石計劃失去聯繫了，而他在蘇黎士的共同社區銀行也有了帳戶的錢轉移的紀錄，讓絆腳石計劃的長官誤以為肯恩變節，但其實肯恩是受到了槍擊，漂浮在地中海上，被一艘船裡的船長與船員救起，送至馬賽附近的黑港島上的華許本醫師那去調養，包恩雖然傷勢恢復了，但是卻得了失憶症，而神鬼系列的開頭就由包恩尋找記憶的過程開始。
電影：計畫的主要目的是建立一批絕對忠實執行任務的頂尖殺手，潛伏在世界各地為中情局執行暗殺任務，對象從美國公民到恐怖分子都有。

## 小說

### 神鬼認證
一名漂浮在地中海上的年輕人，身受重傷奄奄一息時，被一艘漁船救起，這名年輕人被送到了鄰近的黑港島上唯一的醫師-喬瑞福·華許本療傷，這名年輕人有高強的武藝及緊急的警戒能力與防禦能力，但是這名年輕人什麼都不記得，但一句話、一個東西、一處地點都會觸動到他失去的記憶，後來醫師從這名年輕人身上，找到了有個蘇黎士共同社區銀行的帳號，於是，療完傷的年輕人啟程前往蘇黎士。這名年輕人找到了他的名字-傑森·包恩，帳戶裡甚至有四百萬美金的龐大金額，但是包恩卻覺得巴黎是個重要的地點，他要去巴黎，但是包恩也察覺出有人想要殺了他，在被追殺的過程中，包恩綁架了一名同住一家飯店的一名女人名為瑪莉·聖雅各，他是法裔加拿大人，經濟學博士，替加拿大政府財政部工作，雖然一路上遭到殺手追殺，包恩還是繼續追尋著他的記憶，而瑪莉則相當厭惡包恩的行為，後來瑪莉逃脫時卻反而落到追殺包恩的殺手手中，而包恩則救了瑪莉，卻也身受重傷，瑪莉也救了包恩，兩人之間擦出了愛的火花，最後兩人一起找出包恩的回憶。
最後包恩發現總是有卡洛斯的殺手，動用一切資源想要殺掉他，當包恩知道他是絆腳石的成員時，他試圖與美國方面解釋，卻一直被當作背叛者，走投無路的包恩只好回到一切的起點，絆腳石公司位於紐約七十一街的大樓內，找回他的一切，並且與他的宿敵卡洛斯對決。
最後包恩並沒能殺死卡洛斯，身受重傷，而美國方面也了解包恩並非變節，保護包恩與瑪莉的安全，而在神鬼認證和神鬼疑雲之間，包恩在美國緬因州娶了瑪莉，在當地的一所大學擔任語言學教授。

### 神鬼疑雲
九龍一家血腥命案當中，署名行兇者竟是傑森·包恩！美國方面得知這是中共官員沈昭陽的計謀，決定將計就計，派出真的包恩頂地這個包恩來追查沈昭陽。但是包恩與瑪莉早已不信任華府，最後的手段是要綁架瑪莉，再度召喚頂尖殺手傑森·包恩！
故事主要分兩邊進行，包恩找出線索企圖找出瑪莉，而瑪莉則是設法逃出官員們地監控，找到包恩告知真相。包恩為了要換回心愛的瑪莉，決心要抓到冒牌貨以換回瑪莉。途中他遇到梅杜莎老戰友「回聲」菲力普·戴仇，兩人要一起抓到冒牌貨，只是戴仇最後犧牲了，包恩則是藉由戴仇的幫助抓到了冒牌貨，只是當他要換回妻子時，得知的竟是妻子下落不明，喪失理智的包恩決心大開殺戒，最後當包恩找到瑪莉時，再度相擁大哭，事件平息。
不過韋伯/包恩無法忘記戴仇的犧牲，他要親手手刃沈昭陽替戴仇報仇，最後包恩在與副國務卿麥卡利斯的合作下，殺了沈昭陽，阻止了一場大陰謀，也替戴仇報了仇。

### 神鬼通牒
在這一本書當中，大衛·韋伯，別名傑森·包恩，將會與他一生的宿敵豺狼卡洛斯作了結，正當包恩想要找到卡洛斯，卡洛斯則因為年齡的日漸增長，決定在他死前要做兩件事：殺了包恩，還有毀掉在蘇聯諾夫哥羅德的KGB設施，這個將他訓練成殺手卻又將他踢出單位的組織。
韋伯與他的好友康克林一同想要找出卡洛斯的下落，但同時他也將他的妻小送至太太兄弟位於加勒比海國家的住處。為了逼使豺狼出面，包恩逼迫梅杜莎組織威脅揭發不為人知的秘密，逼迫新一代的梅杜莎找出豺狼解決包恩，至於兩大殺手的鬥智對決，則是從加勒比海、巴黎延伸至俄羅斯情報重鎮諾夫哥羅德，最後包恩則是殺了卡洛斯，重返回到他的家庭。

### 神鬼傳承
艾瑞克·范·勒斯貝德所寫的神鬼系列第四部。

### Betrayal
艾瑞克·范·勒斯貝德所寫的神鬼系列第五部。

## 人格
小說中的大衛·韋伯有精神上的疾病，也就是失憶症以及人格分裂症，由於大衛在喪失了妻兒之後過度悲傷，導致大衛憤慨加入了梅杜莎行動，並且逐漸將自己的心封閉起來，作繭自縛的情況下再加上絆腳石計畫的調教使大衛的心靈逐漸產生了另一個人格－傑森·包恩，心中無比暴力、心思縝密、擁有高超的殺人技巧，相當懂得玩弄犯罪心理，而這雙重的人格也就一直持續折磨著大衛·韋伯的心靈，為了避免豺狼的追殺，大衛始終不敢放棄傑森·包恩這個人格，一直到確認豺狼卡洛斯死亡之後，才能夠將傑森·包恩的人格永遠埋葬。

## 電影
電影中的傑森·包恩是由麥特·戴蒙所飾演。電影中的包恩比起小說的包恩顯得較為簡單。背景則是從小說中的越戰時代移到較為近代的波斯灣戰爭。小說中包恩的宿敵「豺狼」卡洛斯，伊里奇·拉米瑞茲·桑奇士，並沒有在電影中出現，因為電影拍攝時卡洛斯已經入獄服刑。
傑森·包恩真名大衛·韋伯出生在1970年9月13日於密蘇里州尼榭鎮，他是一名美國陸軍並且曾經參加過波斯灣戰爭，隨後他加入了美國陸軍第1特種部隊D作戰分隊並且晉升為上尉，在《神鬼認證：最後通牒》中，他的身分識別證顯示他是一名天主教徒並且血型O型。
在1999年6月，韋伯自願加入絆腳石計畫，一個機密的CIA行動。在神鬼認證：最後通牒當中，絆腳石行動訓練官將韋伯的自由意志以及道德思想全部抹滅，韋伯內心十分抗拒，於是機關使出各種拷問手段改造韋伯，剝奪韋伯的睡眠時間，蓋布袋強壓入水中，逼迫韋伯殺掉素未謀面的人，韋伯在逼迫下被粉碎了他的自由意志，從那時開始他不再是大衛·韋伯，而是傑森·包恩。
當包恩接受了訓練後，不管在近距離搏鬥、各種交通工具的駕駛等項目中包恩都脫穎而出，包恩還學會了法語、德語、西班牙語、俄語、義大利語、荷蘭語，比起小說中的包恩會說法語和東南亞方言更顯得厲害。
訓練結束後，包恩開始接受任務暗殺目標，最後再設法脫逃不留下證據。與小說相似的是，包恩都是在某次任務失敗後掉落到地中海，醒來時記憶都失去了。
傑森·包恩在失去記憶後價值觀跟著有所改變，他不再執著於殺人，而是想要找回他最初的一切，從此永遠脫離這一行，這也是「平民英雄」包恩所吸引人的特色。
電影中的包恩雖然失去記憶，但仍保有相當快速的反應、邏輯推理、危機察覺能力，包恩更有相當好的環境察覺性以及優秀的格鬥技巧及戰術。在神鬼認證系列的動作戲中，特色就是包恩並不像007一樣使用特製的的武器或道具，而是日常生活隨處可見的用品。在神鬼認證中，包恩與闖進家中的殺手搏鬥，使用的原子筆；在《神鬼認證：神鬼疑雲》當中，包恩僅是使用瓦斯氣還有烤麵包機與一本雜誌，足以將一棟房子夷為平地；在《神鬼認證：最後通牒》中，包恩則是靠著一本書和毛巾與黑薔薇殺手戴許打鬥，包恩在槍枝、爆破也相當熟悉，另外難以捉摸也是包恩的特色之一，被曾經追捕他的人稱為世界上最難追蹤的人。

### 神鬼認證
道格·李曼執導，麥特·戴蒙主演。

### 神鬼認證：神鬼疑雲
保羅·葛林葛瑞斯執導，麥特·戴蒙主演。

### 神鬼認證：最後通牒
保羅·葛林葛瑞斯執導，麥特·戴蒙主演。

### 神鬼認證：傑森包恩
保羅·葛林葛瑞斯執導，麥特·戴蒙主演。